# عبد الله سيك (لاعب كرة قدم)
عبد الله سيك (بالفرنسية: Abdoulaye Seck)‏ هو لاعب كرة قدم سنغالي، ولد في 10 مارس 1988 في داكار في السنغال. لعب مع نادي بروكسل ونادي رويال أندرلخت.

## وصلات خارجية
- عبد الله سيك (لاعب كرة قدم) على موقع قاعدة بيانات كرة القدم.إي يو (الإنجليزية)
- عبد الله سيك (لاعب كرة قدم) على موقع AS.com (الإسبانية)